# Мансаниля
Мансаниля (на испански: Manzanilla) е населено място и община в Испания. Намира се в провинция Уелва, в състава на автономната област Андалусия. Общината влиза в състава на района (комарка) Ел Кондадо. Заема площ от 40 km². Населението му е 2347 души (по преброяване от 2010 г.). Разстоянието до административния център на провинцията е 54 km.